# Štefka Iskra Krišnjavi
Štefka Iskra Krišnjavi - Iva Rod * 17. januar 1869, Vrbovec, † 16. avgust, 1952, Zagreb.
Pesnica, pisateljica in prevajalka Štefka Iskra Krišnjavi, poznana tudi pod psevdonimom Iva Rod, se je rodila 17. januarja 1869 v Vrbovcu. Osnovno šolo je obiskovala v Križevcih, na Madžarskem in v Zagrebu. Predavanja iz književnosti je poslušala v Sorbinni, na College de France in na vseučiteljišču v Bernu. Zaposlila se je kot profesorica ženske realne gimnazije v Zagrebu. Poročila se je z zgodovinarjem in književnikom Izidorjem Kršnjavom.
Od leta 1891 naprej je objavljala svoje pesmi, pripovedi in humoreske v različnih častnikih, kot so: »Hrvatska« in »Narodne novine!«. Povest Siren je izšla v »Strossmayerovoj spomen-knjizi«.
Objavila je dve zbirki pesmi, z naslovom Pesme. Prva zbirka je izšla leta 1905, druga 1912. V pesmih dominira ljubezenska lirika, zasledimo pa tudi socialno tematiko, kot posledico pesničine jeze nad nepravičnostjo družbe in posameznikov. V njeni poetični prozi zasledimo opise sanjskih razpoloženj, simbolično borbo med ljubeznijo in sovraštvom, življenjem in smrtjo. Prevajala je francoska (Rostand, Corneille, Sardou), madžarska in italijanska književna dela.
Iva Rod v svojih osrednjih književnih delih izraža individualen nazor na svet.
Iva Rod je umrla 16. avgusta 1952 v Zagrebu.

## Vir:
Leksikon hrvatskih pisaca, Školska knjiga. Zagreb: 2000.